# Nature Computational Science
Nature Computational Science é uma revista científica de prestígio internacional publicada pela Nature Research, uma divisão da Springer Nature. A revista se concentra em pesquisas de ponta na área de ciência computacional, abordando tópicos que vão desde métodos e algoritmos inovadores até aplicações práticas em diversas disciplinas científicas. Desde seu lançamento, a Nature Computational Science tem se estabelecido como uma fonte vital de conhecimento e inovação na interseção entre a computação e outras áreas da ciência.

## História
Nature Computational Science foi lançada em janeiro de 2021, com o objetivo de fornecer uma plataforma para a publicação de pesquisas interdisciplinares que utilizam métodos computacionais para resolver problemas científicos complexos. Desde então, a revista tem publicado artigos de alta qualidade que exploram o papel da computação na ciência, engenharia, e além.

## Escopo e Objetivos
A revista cobre uma ampla gama de tópicos, incluindo, mas não se limitando a:
- Desenvolvimento de novos métodos e algoritmos computacionais
- Modelagem e simulação de sistemas complexos
- Inteligência artificial e aprendizado de máquina
- Computação quântica
- Aplicações de computação em biologia, química, física e engenharia

O objetivo principal da Nature Computational Science é promover a integração da computação nas ciências naturais, facilitando descobertas científicas e avanços tecnológicos.

## Contribuições para a Sociedade
A Nature Computational Science tem desempenhado um papel crucial na sociedade, especialmente em relação à computação e suas aplicações:
- Avanços Tecnológicos: A revista tem sido um veículo para a disseminação de inovações tecnológicas que têm o potencial de transformar várias indústrias, desde a saúde até a energia[1].

- Interdisciplinaridade: Publicando pesquisas que combinam a ciência computacional com outras disciplinas, a revista promove uma abordagem interdisciplinar que é essencial para resolver problemas complexos e globais[1].

- Sustentabilidade: Muitos artigos publicados abordam questões de sustentabilidade, desde a eficiência energética em data centers até o uso de algoritmos para otimizar recursos naturais[1].

- Educação e Capacitação: A revista também serve como um recurso educativo para acadêmicos e profissionais, proporcionando acesso a pesquisas de ponta que podem ser utilizadas para treinamento e capacitação em ciência computacional[1].

## Publicações Notáveis
Nature Computational Science já publicou vários artigos de grande impacto, incluindo estudos sobre:
- Computação Quântica: Explorações sobre como a computação quântica pode revolucionar a resolução de problemas complexos em química e física[1].

- Inteligência Artificial: Desenvolvimentos em IA que melhoram a precisão e a eficiência de diagnósticos médicos e previsão de eventos climáticos[1].

## Parcerias e Colaborações
A revista trabalha em estreita colaboração com outras publicações científicas, universidades e instituições de pesquisa para promover a disseminação de conhecimento e a colaboração científica global. Essas parcerias são essenciais para fomentar um ambiente de pesquisa robusto e inclusivo.